# Университет Антананариву
Университет Антананариву (фр. Université d’Antananarivo) — высшее учебное заведение в Антананариву, столице Мадагаскара. Основан как Университет Мадагаскара в 1961 году, выделен в качестве регионального университета в 1988 году.

## История
В 1955 году в Антананариву был основан Институт повышения квалификации (фр. Institut des hautes études). В 1961 году на его основе был создан Университет Мадагаскара в Антананариву. Впоследствии сформировались пять региональных отделений Университета Мадагаскара — в Анциранане, Фианаранцуа, Туамасине, Тулиаре и Махадзанге. Все эти отделения, основанные в 1975 году, через 13 лет получили статус самостоятельных университетов, а головное отделение в столице стало Университетом Антананариву.
На следующий год после формирования региональных университетов было принято решение о приёме в них всех выпускников средних школ, получивших аттестат зрелости. Результатом стало удвоение числа студентов по сравнению с 1975 годом — до 37 тысяч человек, и в дальнейшем был возвращён порядок приёма абитуриентов на конкурсной основе. Число студентов во всех шести университетах Мадагаскара снова достигло 37 тысяч (около 3 % населения Мадагаскара в соответствующей возрастной группе) только к 2006 году.

## Образование
В Университете Антананариву действуют факультеты:
- точных наук;
- гуманитарных наук;
- права, экономики, управления и социологии;
- и медицины.

В состав университета также входят педагогический техникум и сельскохозяйственный техникум. При университете действуют Институт цивилизации и музей искусства и археологии, Институт энергетического контроля, Антананаривский геофизический институт и обсерватория, лаборатория радиоизотопов, Инфекциологический центр им. Шарля Мерьё и Институт Конфуция.
Большинство программ университета дают по их окончании первую академическую степень, однако в нём также существуют программа получения диплома младшего специалиста (англ. associate) и докторат.